# Woogang-myeon
Woogang-myeon (koreanska: 우강면) är en socken i kommunen Dangjin i provinsen Södra Chungcheong i Sydkorea, 85 km sydväst om huvudstaden Seoul.